# Rallye Safari
Pour les articles homonymes, voir Safari Rally.
Navigation
Édition 2024 Édition 2025
Le Rallye Safari, ou Safari Rally (surnommé the World's toughest rally, le Rallye le plus difficile au monde), antérieurement appelé East African Coronation Safari de 1953 à 1959, puis East African Safari Rally  de 1960 à 1974, est un rallye automobile créé en l'honneur du couronnement ("coronation") de la reine Élisabeth II en mai 1953, par Eric Cecil (vainqueur en 1956), L.F. Menton et Ian Craigie, trois officiers de l'armée de sa Majesté membres du Royal East African Automobile club. 

## Histoire
Évènement d'endurance, cette épreuve se déroulant au Kenya -qui faisait à ses débuts près de 6 000 kilomètres- a fait partie du championnat du monde des rallyes de 1973 à 2002.
Durant les dernières années de présence de cette manche au calendrier WRC, si sa distance est considérablement raccourcie pour se prêter au format modernisé du championnat du monde, elle reste plus longue que ses autres manches, avec des secteurs compétitifs pouvant faire jusqu'à plus de 200 kilomètres. La course est réputée pour ses difficultés avec des conditions de pistes collantes et boueuses à souhait ou au contraire très poussiéreuses et pouvant parfois bloquer les pilotes les uns derrière les autres sur des kilomètres, venant à bout de beaucoup de mécaniques. Danger constant, la présence inopportune d'animaux sauvages est signalée aux pilotes par des hélicoptères. Les bêtes domestiques sont également à redouter lors de la traversée à tombeaux ouverts de petits villages éparpillés dans les vastes plaines kenyanes. L'emprunt fréquent de routes dites "ouvertes" entraîne plus d'un accident avec un matatu, bus local plein à craquer de bagages et de voyageurs.
En 1993, les Toyota réalisent l'exploit de monopoliser les quatre premières places, avec notamment Juha Kankkunen.
La conception d'un parc d'assistance distinct et de performances pures sur de courtes distances a finalement raison de l'intérêt même de l'épreuve au XXIe siècle. Elle est retirée du calendrier mondial en 2003 au profit du nouveau rallye d'Anatolie, mais elle reste toujours une épreuve du championnat africain, et fait même par deux fois partie de l'Intercontinental Rally Challenge, en 2007 et 2009.
Le record de victoires (pilotes) fut détenu par le kényan Joginder Singh avec trois victoires, puis jusqu'à aujourd'hui par son compatriote Shekhar Mehta avec cinq succès (Björn Waldegård étant récompensé par trois fois en éditions WRC et à deux autres reprises en "Historic"). Datsun-Nissan et Toyota sont les constructeurs les plus victorieux sur ce rallye, avec sept victoires entre 1970 et 1982 et entre 1984 et 1994. Peugeot gagne six fois l'épreuve entre 1963 et 1978, avec les 404 et 504. Désormais les diverses générations de la Lancer Evolution permettent à la marque Mitsubishi d'afficher quatorze succès.

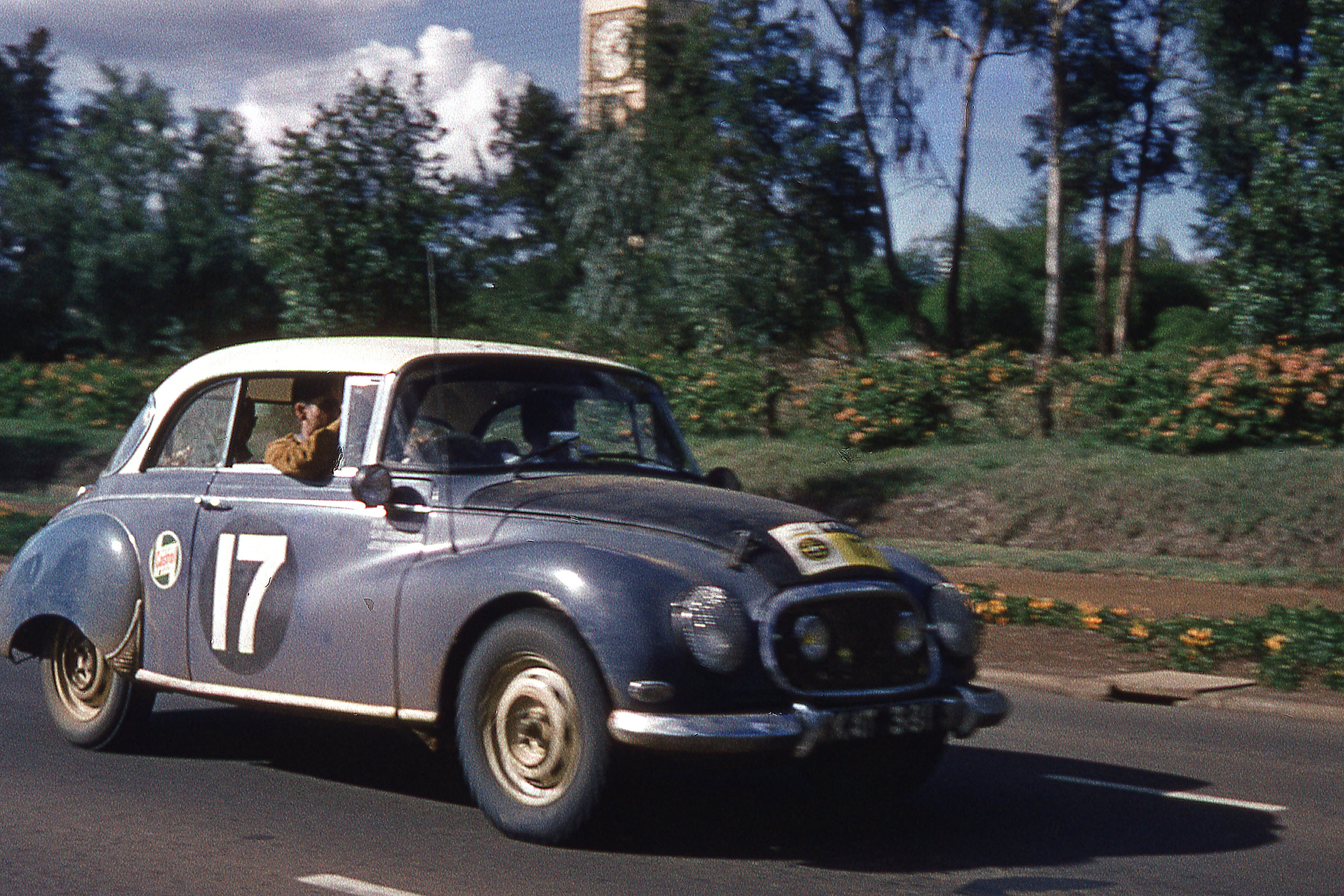
Une Auto Union 1000 en 1962.
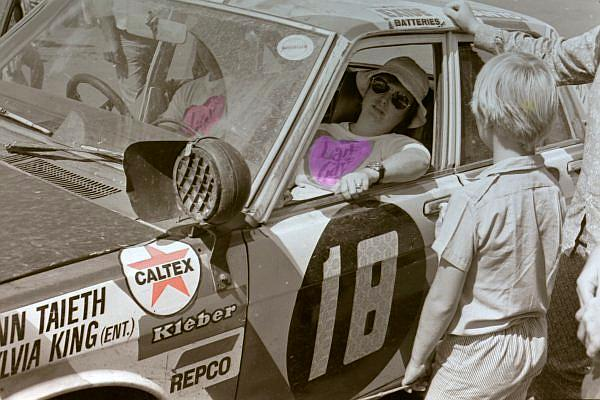
Un équipage féminin fatigué, en 1973 à un point de contrôle.

## Palmarès

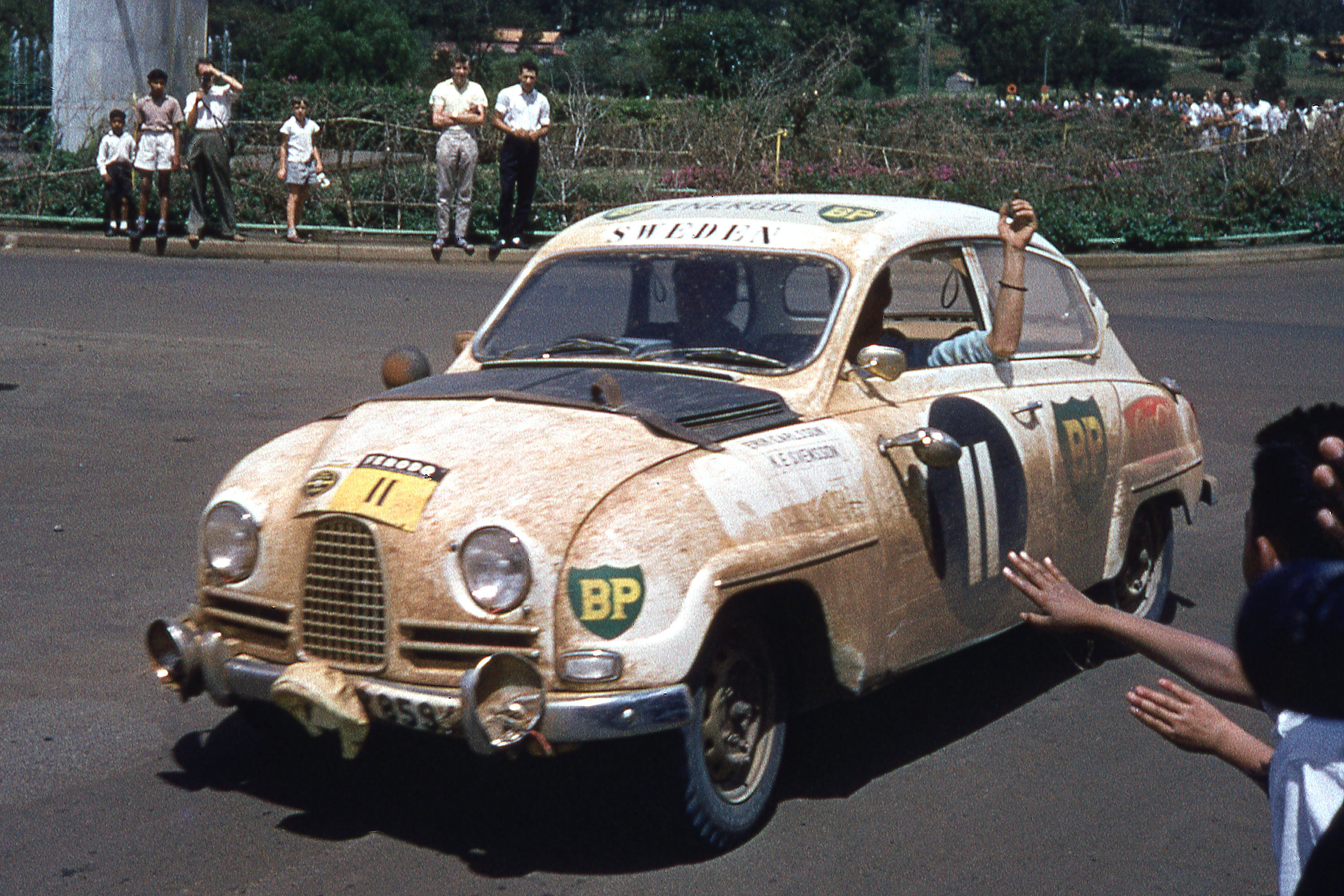
Erik Carlsson en 1962, sur Saab 96.

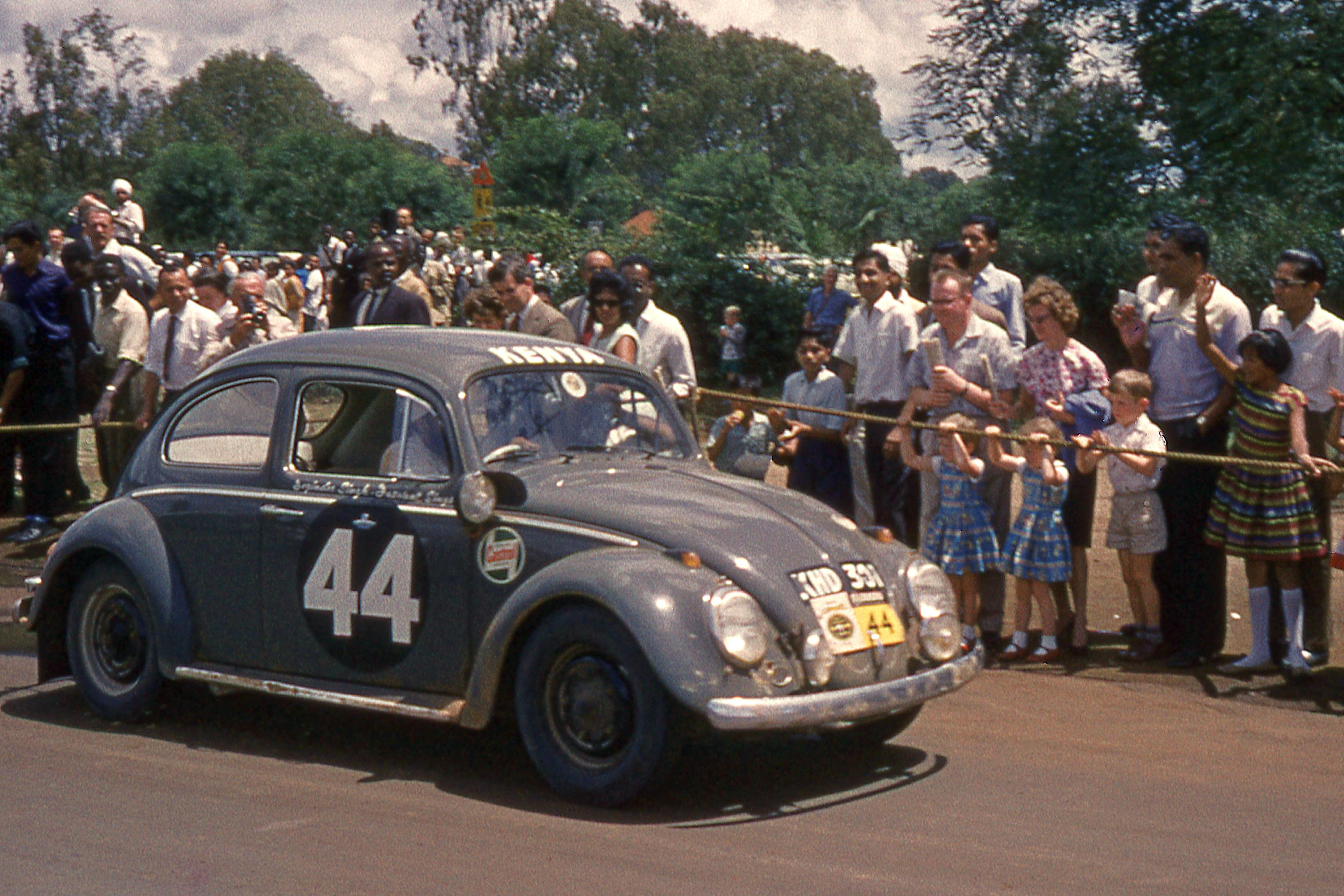
Joginder & Jaswant Singh en 1962, sur VW Type 1.

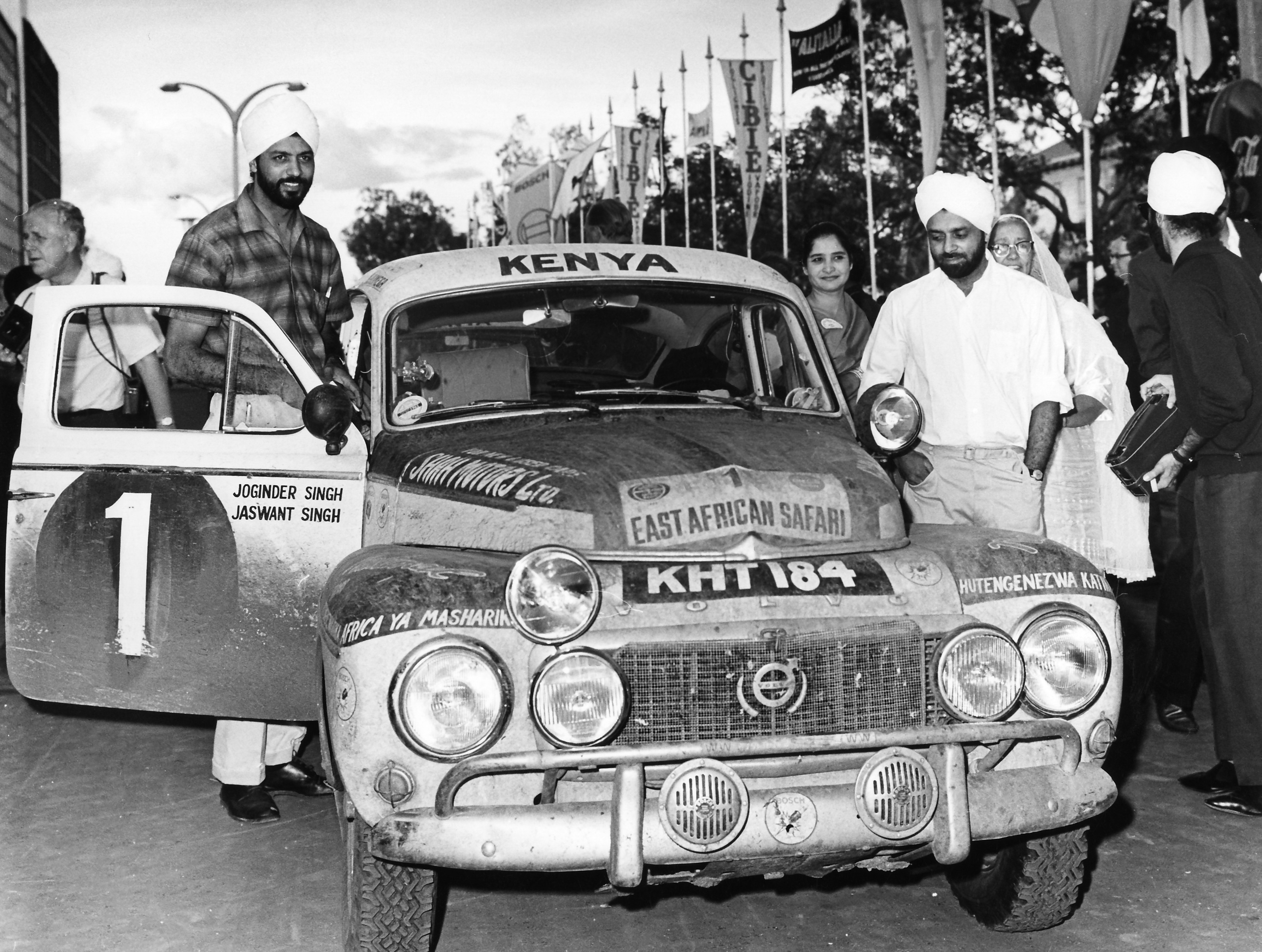
Joginder & Jaswant Singh, vainqueurs en 1965 sur Volvo PV 544.

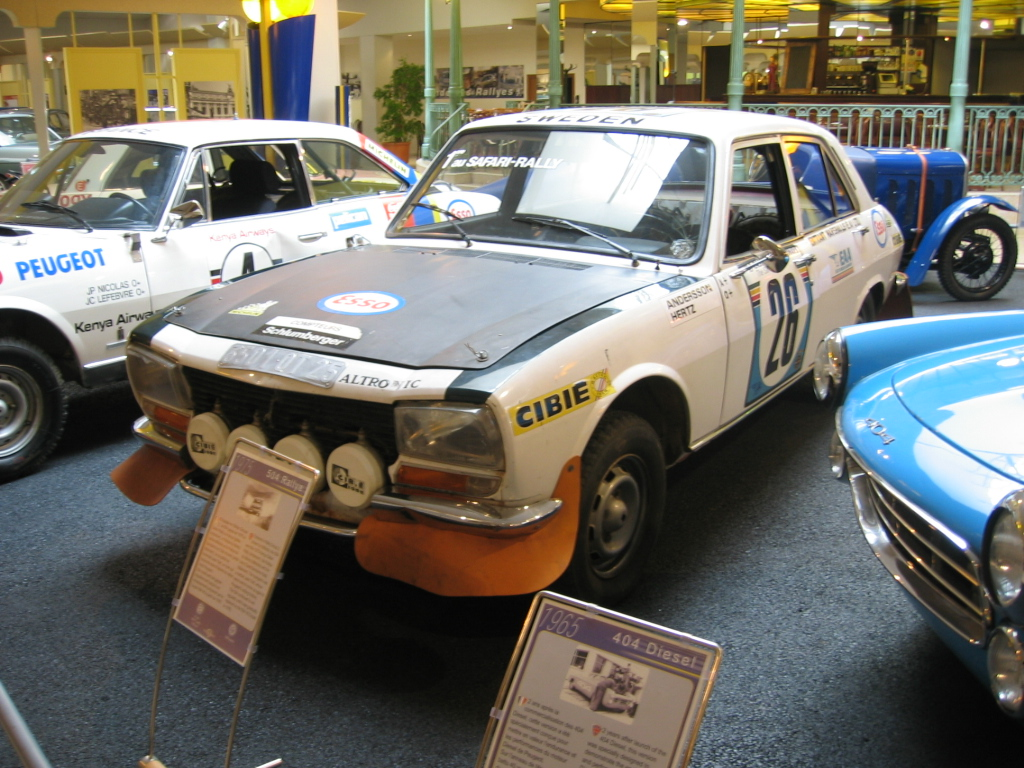
Peugeot 504 TI Safari rallye (vainqueurs 1975)

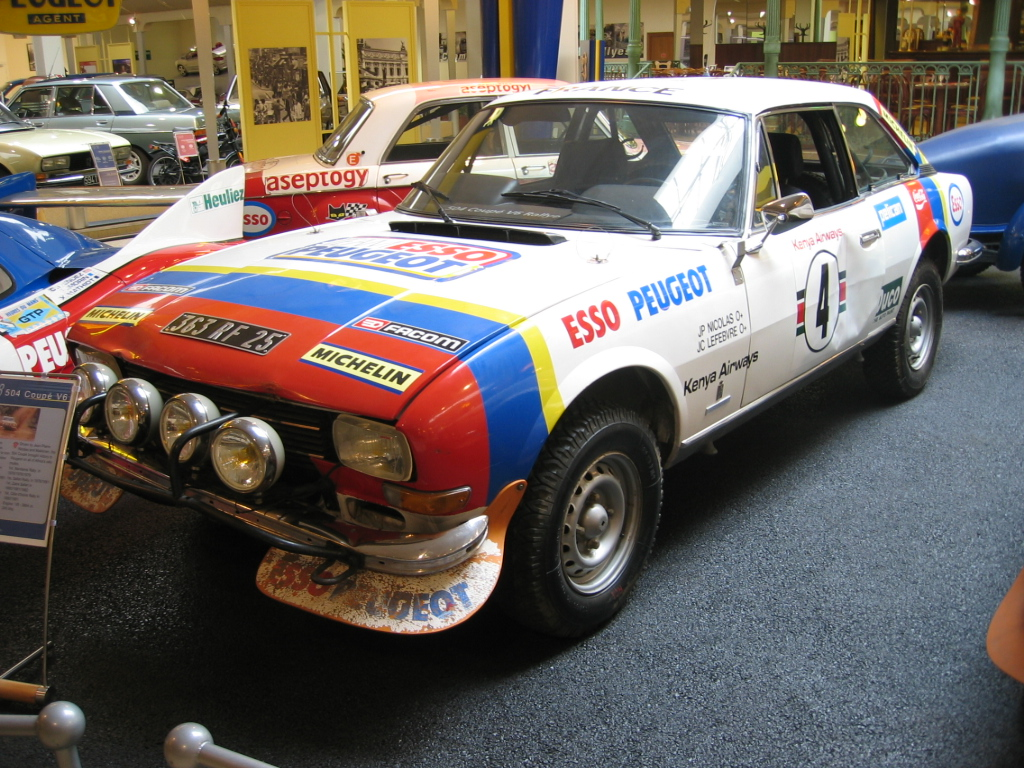
Peugeot 504 coupé V6 Safari rallye (vainqueurs 1978)

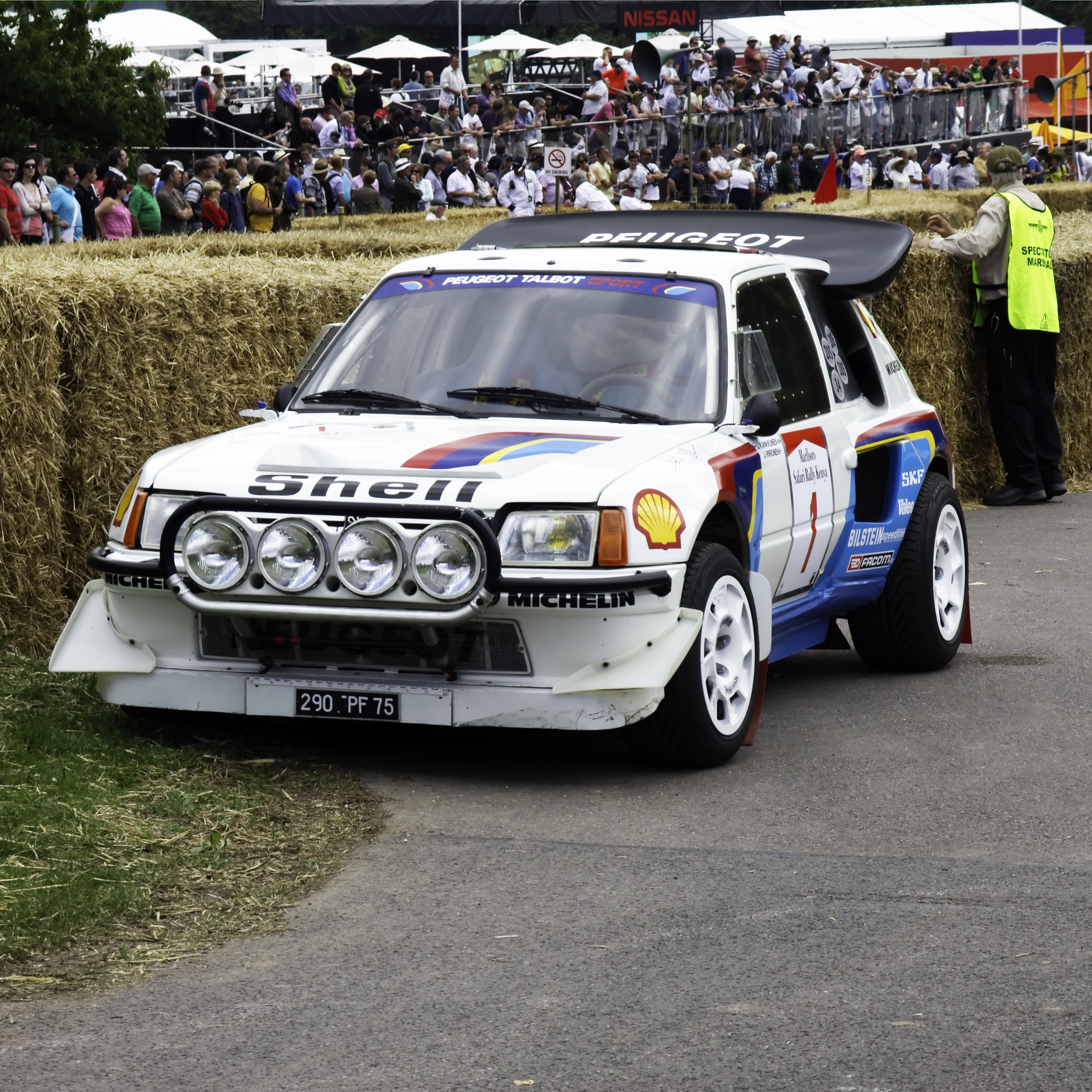
La Peugeot 205 T16 E2 de Kankkunen...

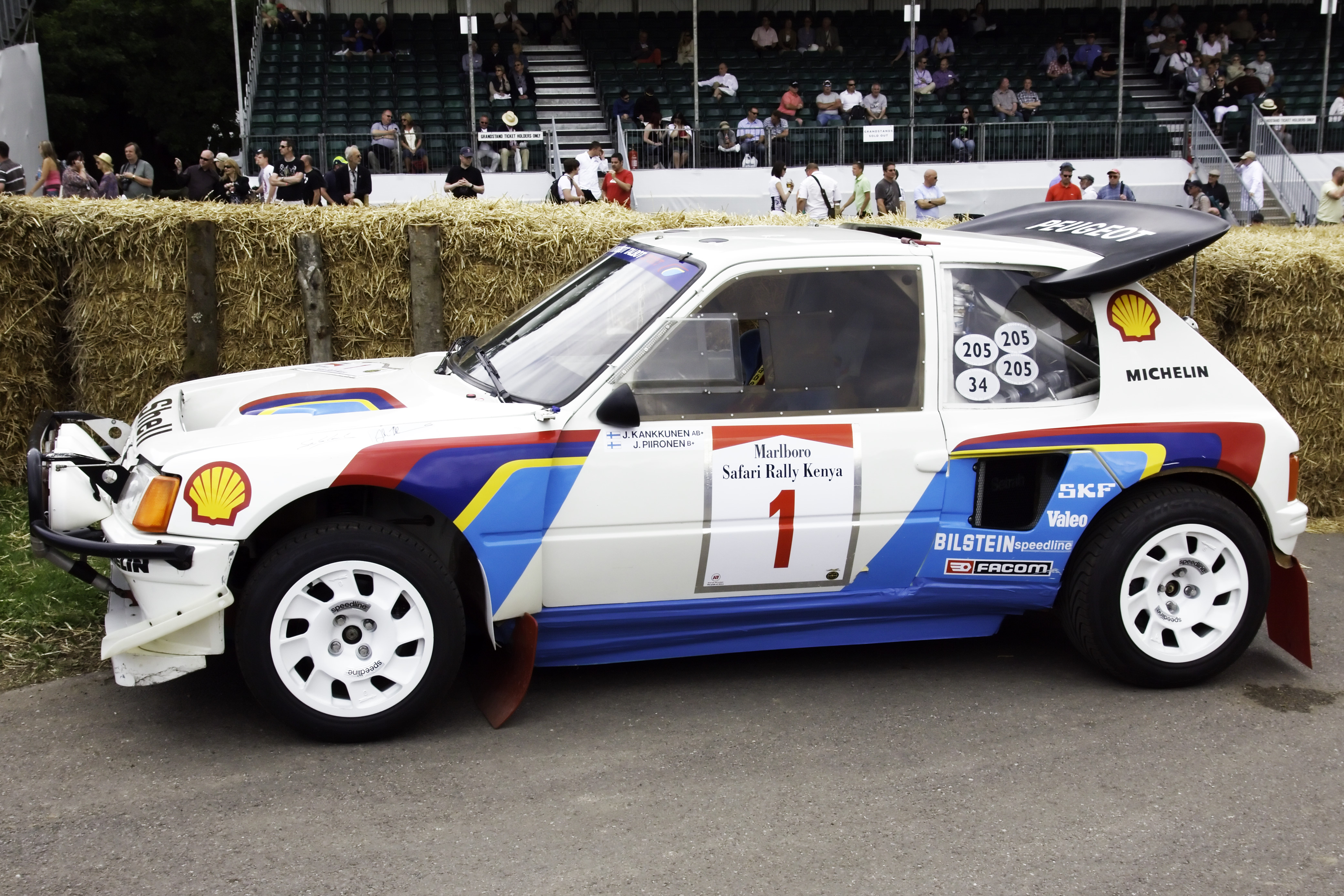
...(victorieux la saison précédente), 5e du Safari 1986.

Palmarès du Rallye Safari.
| Année | Dénomination Dates                                 | Pilote(s) / Copilote(s) | Voiture(s)                                                         | Championnat |                                             |
| ----- | -------------------------------------------------- | --- | ------------------------------------------------------------------ | --- | ------------------------------------------- |
| 1953  | 1st Coronation Safari Rally                        | Alan M. Dix & Johnny W. Larsen (Classe A); J. Dough Airth (id. Class. C 1954/Vanguard)& Raymond M. Collinge (Classe B); D P Marwaha & Vic Preston Sr (Classe C); John Manussis & Johnny Boyes (Classe D). | Volkswagen Coccinelle 1200 Standard Vanguard Tatra T-600 Chevrolet | Pas de vainqueur unique officiel. (les 4 équipages de chaque classe ayant reçu le moins de points de pénalités sont alors déclarés covainqueurs) |                                             |
| 1954  | 2nd Coronation Safari Rally                        | Vic Preston Sr D P Marwaha | Volkswagen Coccinelle 1200                                         | |                                             |
| 1955  | 3th Coronation Safari Rally                        | Vic Preston Sr D P Marwaha | Ford Zephyr                                                        | |                                             |
| 1956  | 4th Coronation Safari Rally                        | Eric Cecil Tony Vickers | DKW                                                                | |                                             |
| 1957  | 5th Coronation Safari Rally                        | Gus Hofmann Arthur Burton | DKW                                                                | |                                             |
| 1958  | 6th Coronation Safari Rally                        | Pas de vainqueur officiel. |                                                                    | |                                             |
| 1959  | 7th Coronation Safari Rally                        | Bill Fritschy Jack Ellis | Mercedes-Benz 219                                                  | |                                             |
| 1960  | 8th East African Safari Rally                      | Bill Fritschy Jack Ellis | Mercedes-Benz 219                                                  | |                                             |
| 1961  | 9th East African Safari Rally                      | John Manussis Bill Coleridge David Beckett | Mercedes-Benz 220 SE                                               | |                                             |
| 1962  | 10th East African Safari Rally                     | Tommy Fjastad Bernhard Schmider | Volkswagen 1200                                                    | |                                             |
| 1963  | 11th East African Safari Rally                     | Nick Nowicki Paddy Cliff | Peugeot 404                                                        | |                                             |
| 1964  | 12th East African Safari Rally                     | Peter Hughes Bill Young | Ford Cortina GT                                                    | |                                             |
| 1965  | 13th East African Safari Rally                     | Joginder Singh Jaswant Singh | Volvo PV 544                                                       | |                                             |
| 1966  | 14th East African Safari Rally                     | Bert Shankland Chris Rothwell | Peugeot 404                                                        | |                                             |
| 1967  | 15th East African Safari Rally                     | Bert Shankland Chris Rothwell | Peugeot 404                                                        | |                                             |
| 1968  | 16th East African Safari Rally                     | Nick Nowicki Paddy Cliff | Peugeot 404                                                        | |                                             |
| 1969  | 17th East African Safari Rally                     | Robin Hillyar Jock Aird | Ford Taunus 20M RS                                                 | |                                             |
| 1970  | 18th East African Safari Rally (26-30 mars)        | Edgar Herrmann Hans Schüller | Datsun 1600SSS                                                     | Championnat international des marques (IMC) |                                             |
| 1971  | 19th East African Safari Rally (8-12 avril)        | Edgar Herrmann Hans Schüller | Datsun 240Z                                                        | IMC |                                             |
| 1972  | 20th East African Safari Rally (30 mars - 3 avril) | Hannu Mikkola Gunnar Palm | Ford Escort RS1600                                                 | IMC |                                             |
| 1973  | 21st East African Safari Rally (19-23 avril)       | Shekhar Mehta Lofty Drews | Datsun 240Z                                                        | WRC |                                             |
| 1974  | 22nd East African Safari Rally (11-15 avril)       | Joginder Singh David Doig | Mitsubishi Lancer 1600 GSR                                         | WRC |                                             |
| 1975  | 23rd Safari Rally (27-31 mars)                     | Ove Andersson Arne Hertz | Peugeot 504                                                        | WRC |                                             |
| 1976  | 24th Safari Rally (15-19 avril)                    | Joginder Singh David Doig | Mitsubishi Lancer 1600 GSR                                         | WRC |                                             |
| 1977  | 25th Safari Rally (7-11 avril)                     | Björn Waldegård Hans Thorszelius | Ford Escort RS1800                                                 | WRC |                                             |
| 1978  | 26th Safari Rally (23-27 mars)                     | Jean-Pierre Nicolas Jean-Claude Lefèbvre | Peugeot 504 coupé V6                                               | WRC |                                             |
| 1979  | 27th Safari Rally (12-16 avril)                    | Shekhar Mehta Mike Doughty | Datsun 160J                                                        | WRC |                                             |
| 1980  | 28th Safari Rally (3-7 avril)                      | Shekhar Mehta Mike Doughty | Datsun 160J                                                        | WRC |                                             |
| 1981  | 29th Safari Rally (16-29 avril)                    | Shekhar Mehta Mike Doughty | Nissan Violet GT                                                   | WRC |                                             |
| 1982  | 30th Marlboro Safari Rally (8-12 avril)            | Shekhar Mehta Mike Doughty | Nissan Violet GT                                                   | WRC |                                             |
| 1983  | 31st Marlboro Safari Rally (30 mars - 4 avril)     | Ari Vatanen Terry Harryman | Opel Ascona 400                                                    | WRC |                                             |
| 1984  | 32nd Marlboro Safari Rally (19-23 avril)           | Björn Waldegård Hans Thorszelius | Toyota Celica Twin-Cam Turbo (it)                                  | WRC |                                             |
| 1985  | 33rd Marlboro Safari Rally (4-8 avril)             | Juha Kankkunen Fred Gallagher | Toyota Celica Twin-Cam Turbo                                       | WRC |                                             |
| 1986  | 34th Marlboro Safari Rally (29 mars - 2 avril)     | Björn Waldegård Fred Gallagher | Toyota Celica Twin-Cam Turbo                                       | WRC |                                             |
| 1987  | 35th Marlboro Safari Rally (16-20 avril)           | Hannu Mikkola Arne Hertz | Audi 200 quattro                                                   | WRC |                                             |
| 1988  | 36th Marlboro Safari Rally (31 mars - 4 avril)     | Miki Biasion Tiziano Siviero | Lancia Delta Integrale                                             | WRC |                                             |
| 1989  | 37th Marlboro Safari Rally (23-27 mars)            | Miki Biasion Tiziano Siviero | Lancia Delta Integrale                                             | WRC |                                             |
| 1990  | 38th Marlboro Safari Rally (11-16 avril)           | Björn Waldegård Fred Gallagher | Toyota Celica GT-Four ST165                                        | WRC |                                             |
| 1991  | 39th Martini Safari Rally (27 mars - 1er avril)    | Juha Kankkunen Juha Piironen | Lancia Delta Integrale 16v                                         | WRC |                                             |
| 1992  | 40th Martini Safari Rally (27 mars - 1er avril)    | Carlos Sainz Luis Moya | Toyota Celica Turbo 4WD                                            | WRC |                                             |
| 1993  | 41st Trustbank Safari Rally (8-12 avril)           | Juha Kankkunen Juha Piironen | Toyota Celica Turbo 4WD                                            | WRC |                                             |
| 1994  | 42nd Trustbank Safari Rally (31 mars - 3 avril)    | Ian Duncan David Williamson | Toyota Celica Turbo 4WD                                            | WRC |                                             |
| 1995  | 43rd Safari Rally (14-17 avril)                    | Yoshio Fujimoto Arne Hertz | Toyota Celica Turbo 4WD                                            | FIA 2-Litres World Rally Cup |                                             |
| 1996  | 44th Safari Rally (5-7 avril)                      | Tommi Mäkinen Seppo Harjanne | Mitsubishi Lancer Evolution III                                    | WRC |                                             |
| 1997  | 45th Safari Rally (1er-3 mars)                     | Colin McRae Nicky Grist | Subaru Impreza WRC                                                 | WRC |                                             |
| 1998  | 46th Safari Rally (28 février - 2 mars)            | Richard Burns Robert Reid | Mitsubishi Carisma GT                                              | WRC |                                             |
| 1999  | 47th Safari Rally (26-28 février)                  | Colin McRae Nicky Grist | Ford Focus WRC                                                     | WRC |                                             |
| 2000  | 48th Sameer Safari Rally (25-27 février)           | Richard Burns Robert Reid | Subaru Impreza WRC                                                 | WRC |                                             |
| 2001  | 49th Safari Rally (20-22 juillet)                  | Tommi Mäkinen Risto Mannisenmäki | Mitsubishi Lancer Evolution VI                                     | WRC |                                             |
| 2002  | 50th Inmarsat Safari Rally (12-14 juillet)         | Colin McRae Nicky Grist | Ford Focus WRC                                                     | WRC |                                             |
| 2003  | 51st KCB Safari Rally (9-11 octobre)               | Glen Edmunds Titch Phillips | Mitsubishi Lancer Evolution VI                                     | (ARC : Equator Rally Kenya - autre épreuve) |                                             |
| 2004  | 52nd KCB Safari Rally (12-14 mars)                 | Carl Tundo Tim Jessop | Subaru Impreza 555                                                 | ARC (en remplacement de l'Equator Rally Kenya)                                                                                                   |                                             |
| 2005  | 53rd KCB Safari Rally (15-17 juillet)              | Glen Edmunds Des Page-Morris | Mitsubishi Lancer Evolution VII                                    | ARC |                                             |
| 2006  | 54th KCB Safari Rally (24-26 mars)                 | Azar Anwar George Mwangi | Mitsubishi Lancer Evolution VI                                     | ARC |                                             |
| 2007  | 55th KCB Safari Rally (9-11 mars)                  | Conrad Rautenbach Peter Marsh | Subaru Impreza WRX STI N10                                         | Intercontinental Rally Challenge & ARC |                                             |
| 2008  | 56th KCB Safari Rally (27-29 juin)                 | Lee Rose Piers Daykin | Mitsubishi Lancer Evolution IX                                     | ARC |                                             |
| 2009  | 57th KCB Safari Rally (3-5 avril)                  | Carl Tundo Tim Jessop | Mitsubishi Lancer Evolution IX                                     | IRC & ARC |                                             |
| 2010  | 58th KCB Safari Rally (2-4 avril)                  | Lee Rose Piers Daykin | Mitsubishi Lancer Evolution IX                                     | ARC |                                             |
| 2011  | 59th KCB Safari Rally (17-19 juin; 306 km)         | Carl Tundo Tim Jessop | Mitsubishi Lancer Evolution IX                                     | ARC |                                             |
| 2012  | 60th KCB Safari Rally (8-10 juin)                  | Carl Tundo Tim Jessop | Mitsubishi Lancer Evolution IX                                     | ARC |                                             |
| 2013  | 61th KCB Safari Rally (5-7 juillet)                | Baldev Chager Ravi Soni | Mitsubishi Lancer Evolution X                                      | ARC |                                             |
| 2014  | 62nd KCB Safari Rally (12–14 Sep)                  | Baldev Chager Ravi Soni | Mitsubishi Lancer Evolution X                                      | ARC |                                             |
| 2015  | 63rd KCB Safari Rally (4–5 Apr)                    | Singh Chatthe Jaspreet Panesar Gurdeep | Mitsubishi Lancer Evolution X R4                                   | KRC |                                             |
| 2016  | 64th KCB Safari Rally (10–11 Jun)                  | Singh Chatthe Jaspreet Panesar Gurdeep | Mitsubishi Lancer Evolution X R4                                   | KRC |                                             |
| 2017  | 65th Safari Rally (17–18 Mar)                      | Tapio Laukkanen Gavin Laurence | Subaru Impreza WRX STi 4 D R4                                      | ARC & KRC |                                             |
| 2018  | 66th Safari Rally (16–18 Mar)                      | Carl Tundo Tim Jessop | Mitsubishi Lancer Evolution X R4                                   | ARC & KRC |                                             |
| 2019  | 67th Safari Rally (5–7 Jul)                        | Baldev Chager Ravi Soni | Mitsubishi Lancer Evolution X R4                                   | ARC & KRC |                                             |
| 2020  | 68th Safari Rally Kenya                            | Annulé en raison de la pandémie de Covid-19 | Annulé en raison de la pandémie de Covid-19                        | Annulé en raison de la pandémie de Covid-19 | Annulé en raison de la pandémie de Covid-19 |
| 2021  | 68th Safari Rally Kenya (23-27 juin)               | Sébastien Ogier Julien Ingrassia | Toyota Yaris WRC (en)                                              | WRC |                                             |
| 2022  | 69th Safari Rally Kenya (22-26 juin)               | Kalle Rovanperä Jonne Halttunen | Toyota GR Yaris Rally1                                             | WRC |                                             |
| 2023  | 70th Safari Rally Kenya (21-25 juin)               | Sébastien Ogier Vincent Landais | Toyota GR Yaris Rally1                                             | WRC |                                             |
| 2024  | 71th Safari Rally Kenya (28-31 mars)               | Kalle Rovanperä Jonne Halttunen | Toyota GR Yaris Rally1                                             | WRC |                                             |
| 2025, | 72th Safari Rally Kenya (20-23 mars)               | Elfyn Evans Scott Martin | Toyota GR Yaris Rally1                                             | WRC |                                             |

Notes: IMC = Championnat international des marques, WRC = World Rally Championship, 2LWC = FIA 2-Litres World Rally Cup, ARC = Championnat d'Afrique des rallyes, IRC = Intercontinental Rally Challenge, KRC = Kenya National Rally Championship

### Remarque
- Le Kenyan Mike Kirkland termina second en 1988 et 1989 (sur Nissan 200SX), ainsi que troisième en 1981 (sur Datsun 160J), 1982 (sur Nissan Violet GTS) et 1985 (Nissan 240RS (en)), sans jamais décrocher la moindre victoire en 18 participations entre 1970 et 1991 (toujours en IMC (1), ou en WRC (17)).

## East African Safari Rally "Classic"
La première édition du KQ "Classic" Safari en 2003 coïncide avec le cinquantenaire de la toute première édition du rallye kényan. Joginder Singh en fut l'invité d'honneur, et en devint le Président du comité de course en 2007. D P Marwaha et Peter Hughes le furent également. L'épreuve est biennale.

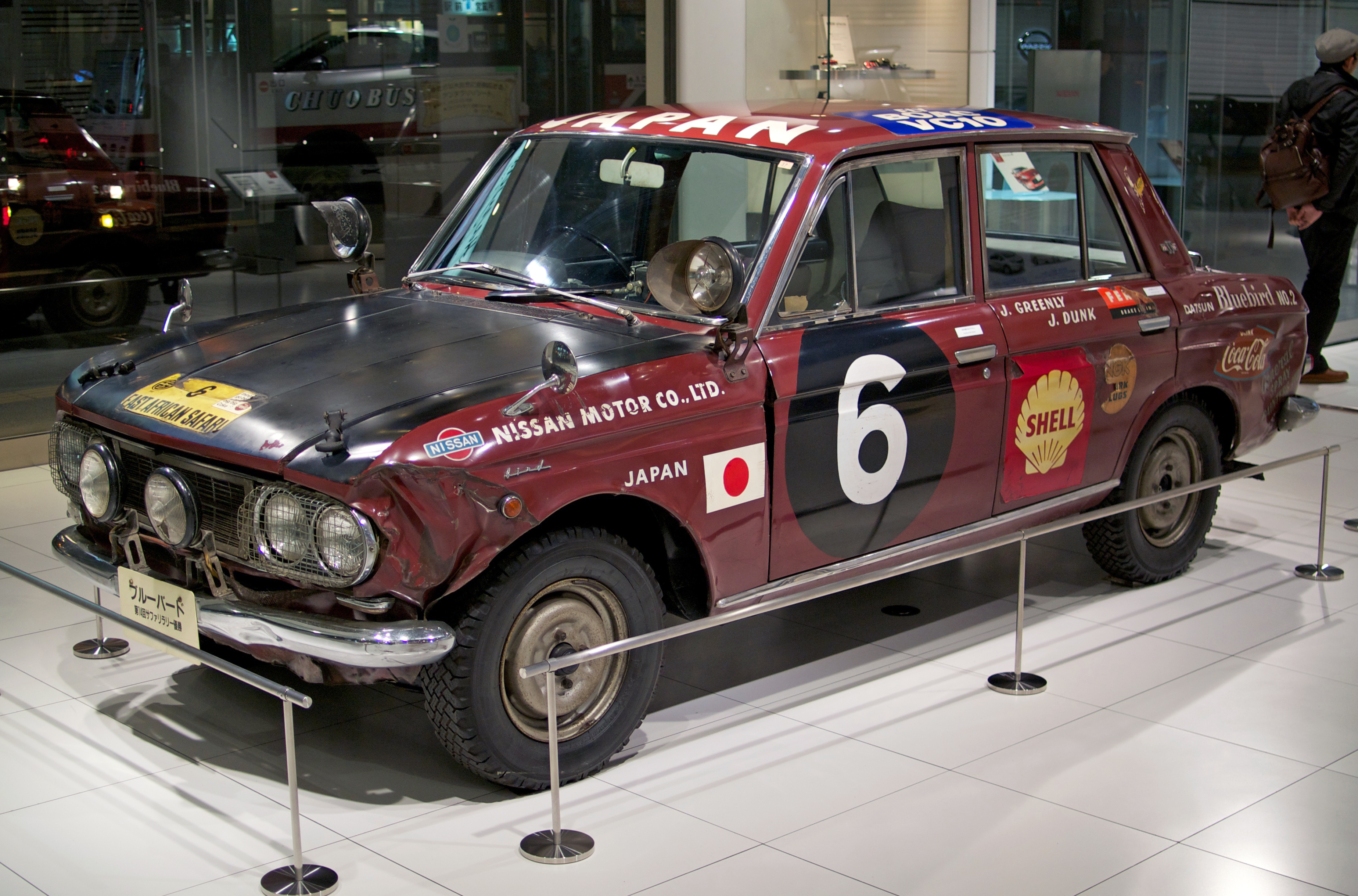
La Datsun Bluebird 410 P411-TK de J. Greenly et J. Dunk en 1966 (6e, derrière celle de Aird et Hilyar).

| Année | Dates           | Pilote vainqueur / Copilote                                            | Voiture                 |
| ----- | --------------- | ---------------------------------------------------------------------- | ----------------------- |
| 2003  | Dec 10 – Dec 19 | Rob Collinge (fils de Raymond M. Collinge - cf.1953)... Anton Levitan  | Datsun 240Z             |
| 2005  | Dec 1 – Dec 10  | Rob Collinge ...(en WRC de 1975 à 1983) Anton Levitan                  | Datsun 260Z             |
| 2007  | Nov 25 – Dec 3  | Björn Waldegård Mathias Waldegård                                      | Ford Escort Mk1         |
| 2009  | Nov 22 – Dec 1  | Ian Duncan Amaar Slatch                                                | Ford Mustang            |
| 2011  | Nov 20 - Nov 28 | Björn Waldegård Mathias Waldegård                                      | Porsche 911             |
| 2013  | Nov 21 – Nov 29 | Ian Duncan Amaar Slatch                                                | Ford Capri              |
| 2015  | Nov 19 – Nov 27 | Stig Blomqvist Stéphane Prévot                                         | Porsche 911             |
| 2017  | Nov 23 – Dec 1  | Richard Jackson Ryan Champion conjointement avec Carl Tundo Tim Jessop | Porsche 911 Triumph TR7 |
| 2019  | Nov 27 – Dec 6  | Kris Rosenberger Niki Bleicher                                         | Porsche 911             |
| 2022  | Feb 10 – 18     | Baldev Chager Drew Sturrock                                            | Porsche 911             |